# Warriors Bologna 2013
I Warriors Bologna hanno disputato la Italian Football League 2013, classificandosi primi nel Girone B (a pari percentuale di vittorie con i Dolphins Ancona, ma primi per la classifica avulsa); nella semifinale dei play-off sono stati eliminati dai Seamen Milano.
L'italo-americano Vincent Vinny Argondizzo è tornato a dirigere la squadra dopo un anno dedicato completamente alla Nazionale italiana, che condurrà fino al Campionato europeo B nell'estate 2013.
Oltre ai confermati Jordan Scott (runningback) e Walter Peoples (wide receiver, defensive back), è stato ingaggiato il quarterback Jacob Caron dalla Pomona-Pitzer University come terzo giocatore statunitense.

## Girone
I Guerrieri sono stati inseriti nel girone B della Italian Football League.
| Girone B           |
| Dolphins Ancona    |
| Hogs Reggio Emilia |
| Marines Lazio      |
| Warriors Bologna   |

## Stagione regolare
I Guerrieri hanno disputato un girone all'italiana con andata e ritorno, affrontando due volte le altre squadre del proprio girone, più due partite interdivisionali con Giants Bolzano e Rhinos Milano (Girone A) per un totale di 8 incontri (4 giocati in casa, e 4 in trasferta).
| Bologna 23 marzo 2013, ore 21:00 CEST 1ª giornata | Warriors Bologna | 29 – 13 (0-0 14-13 7-0 8-0) referto | Marines Lazio | Alfheim Field – Centro sportivo "Giorgio Bernardi" (800 spett.)\| Arbitro: \| Calandrelli \| |
| Arbitro:                                          | Calandrelli      |                                     |               |                                                                                              |

| Bologna 6 aprile 2013, ore 21:00 CEST 2ª giornata | Warriors Bologna | 14 – 9 (0-0 0-0 7-0 7-9) referto | Dolphins Ancona | Alfheim Field – Centro sportivo "Giorgio Bernardi" (1000 spett.)\| Arbitro: \| Sala \| |
| Arbitro:                                          | Sala             |                                  |                 |                                                                                        |

| Scandiano 20 aprile 2013, ore 15:00 CEST 3ª giornata | Hogs Reggio Emilia | 16 – 17 (0-7 10-7 0-3 6-0) referto | Warriors Bologna | Stadio Andrea Torelli (150 spett.) |

| Bologna 4 maggio 2013, ore 21:00 CEST 5ª giornata | Warriors Bologna | 14 – 34 (7-0 0-19 0-3 7-12) referto | Giants Bolzano | Alfheim Field – Centro sportivo "Giorgio Bernardi" (1200 spett.) |

| Roma 12 maggio 2013, ore 16:30 CEST 6ª giornata | Marines Lazio | 14 – 28 (0-0 0-15 0-7 14-6) referto | Warriors Bologna | Stadio Giannattasio, Lido di Ostia (150 spett.) |

| Ancona 18 maggio 2013, ore 20:00 CEST 7ª giornata | Dolphins Ancona | 15 – 13 (9-0 3-7 3-0 0-6) referto | Warriors Bologna | Stadio Dorico (300 spett.)\| Arbitro: \| Toscano \| |
| Arbitro:                                          | Toscano         |                                   |                  |                                                     |

| Pero 25 maggio 2013, ore 18:00 CEST 8ª giornata | Rhinos Milano | 28 – 21 (7-14 0-0 7-7 14-0) referto | Warriors Bologna | Stadio Gianni Brera (200 spett.)\| Arbitro: \| Liguori \| |
| Arbitro:                                        | Liguori       |                                     |                  |                                                           |

| Bologna 1º giugno 2013, ore 21:00 CEST 9ª giornata | Warriors Bologna | 34 – 6 (14-6 10-0 3-0 7-0) referto | Hogs Reggio Emilia | Alfheim Field – Centro sportivo "Giorgio Bernardi" (1500 spett.) |

## Classifica
I Guerrieri hanno chiuso la stagione regolare con un record di 5 partite vinte e 3 perse, il secondo attacco e la terza difesa della divisione per punti fatti e subiti, piazzandosi al primo posto del girone alla pari coi Dolphins Ancona, ma con un vantaggio nel computo della differenza-punti nei confronti diretti con i marchigiani (+3).
| Classifica Girone B |    |   |   |     |     |     |           |
| Team                | PG | W | L | PF  | PS  | DP  | Millesimi |
| Warriors Bologna    | 8  | 5 | 3 | 170 | 135 | 35  | 625       |
| Dolphins Ancona     | 8  | 5 | 3 | 163 | 117 | 46  | 625       |
| Hogs Reggio Emilia  | 8  | 3 | 5 | 85  | 165 | -80 | 375       |
| Marines Lazio       | 8  | 2 | 6 | 132 | 215 | -83 | 250       |

## Playoff
I Guerrieri sono stati sconfitti dai Seamen Milano nella semifinale giocata sabato 22 giugno all'Alfheim Field, dopo avere condotto la partita per tre quarti su quattro.
| Bologna 22 giugno 2013, ore 21:00 CEST | Warriors Bologna | 22 – 32 (7-0 7-6 0-6 8-20) referto | Seamen Milano | Alfheim Field – Centro sportivo "Giorgio Bernardi" (1500 spett.) |

## Statistiche

### Squadra
| Stagione | regular season | regular season | regular season | regular season | regular season | regular season | playoff | playoff | playoff | playoff | playoff | playoff    | playoff       |
|          | Vin            | Par            | Per            | Tot            | PF             | PS             | Vin     | Per     | Tot     | PF      | PS      | risultato  | avversaria    |
| -------- | -------------- | -------------- | -------------- | -------------- | -------------- | -------------- | ------- | ------- | ------- | ------- | ------- | ---------- | ------------- |
| 2013     | 5              | 0              | 3              | 8              | 169            | 135            | 0       | 1       | 1       | 22      | 32      | Semifinale | Seamen Milano |

I Guerrieri hanno chiuso la stagione senior 2013 con un record complessivo di 5 vittorie e 4 sconfitte.

## Squadra

### Giocatori Usa
Oltre ai confermati Jordan Scott (runningback) e Walter Peoples (wide receiver, defensive back), è stato ingaggiato il quarterback Jacob Caron come terzo giocatore statunitense.
Negli anni degli studi universitari, dal 2007 al 2011, Jacob Jake Caron ha disputato la NCAA Division III con il Pomona-Pitzer College, diventando uno dei migliori QB della lega, ottenendo numerosi riconoscimenti individuali e battendo diversi record dei Sagehen : iarde complessive guadagnate (9.225), iarde passate (8.408) e numero di lanci completati (651); nel 2011 è stato messo sotto contratto dagli Utah Blaze, franchigia dell'Arena Football League – la lega professionistica Usa del football a 8 – per l'anno successivo.
Dopo l'esperienza bolognese giocherà ancora nei campionati europei – tra gli altri quello svedese e quello svizzero – verrà selezionato per l'All-Tazòn Team e lavorerà come assistant coach nelle università statunitensi.

### Roster
Fonte: sito ufficiale dei Warriors Bologna – Serie A – 2013

## Nazionale italiana
Il capo-allenatore degli Warriors Vincent Argondizzo si è occupato anche della gestione tecnica part-time della Nazionale italiana, che ha condotto fino al Campionato europeo B di football americano disputato al Vigorelli di Milano dal 31 agosto al 7 settembre 2013, e valido per la promozione della squadra vincitrice al campionato di livello superiore.
Sono cinque i giocatori bolognesi inseriti nel roster definitivo della Nazionale per la competizione continentale: il wide receiver Mario Panzani, 42 anni e recordman per iarde ricevute in carriera nel campionato italiano, gli uomini di linea d’attacco (OL) Stefano Chiappini e Francesco Fanti, il defensive back Federico Forlai e il linebacker Paolo Ricchiuti.
L'Italia ha vinto le due partite del Gruppo A contro la Spagna e la Gran Bretagna, ma ha perso la finale contro la Danimarca per 29 – 49.